# Пушкарёва, Нонна Геннадьевна
Нонна Геннадьевна Кочеткова (урожд. Пушкарёва) — советская пловчиха в ластах.

## Карьера
Тренировалась в клубе «СКАТ» при Томском университете.
Мастер спорта международного класса, чемпион мира 1986 г., чемпион Спартакиады народов СССР 1986 г., чемпион СССР 1980, 1981, 1984, 1985, 1986 гг.
Выпускница исторического факультета ТГУ.
Работает тренером в Испании с 1994 г.